# Somatovelleda camerunica
Somatovelleda camerunica là một loài bọ cánh cứng trong họ Cerambycidae.